# Brief van een moeder
Brief van een moeder is een hoorspel van Theodor Weißenborn. Brief einer Mutter werd op 19 december 1970 door de Sender Freies Berlin uitgezonden. Mariele Meyer vertaalde het en de TROS zond het uit op woensdag 28 mei 1975, van 23:00 uur tot 23:27 uur. De regisseur was Harry Bronk.

## Rolbezetting
- IJda Andrea (de moeder)

## Inhoud
Een oude vrouw in de DDR schrijft haar in Amerika levende zoon een brief. Ze heeft hem vele jaren niet gezien, er bestaat geen echte relatie meer tussen beiden. Ze schildert de zoon het zware lot en de dood van de vader, vertelt over de dorpsbewoners die de zoon nog kende en van wie nu bijna niemand meer in leven is. De oude vrouw klaagt niet, met geen woord, en toch spreekt uit elke regel van haar brief de diepe eenzaamheid waarin ze gedwongen is te leven…